# David Ferdinand Koreff
David Ferdinand Koreff (Johannès Ferdinand Koreff après son baptême en 1816) est un médecin et écrivain allemand né le 1er février 1783 à Breslau et décédé le 15 mai 1851 à Paris. Médecin personnel du chancelier prussien Karl August von Hardenberg et ami d'Ernst Theodor Amadeus Hoffmann, il occupe la chaire de magnétisme animal créée à l'université de Berlin en 1817 et fait partie du cercle littéraire des Frères Sérapion.
Il est l'auteur d'un traité Ueber die Erscheinungen des Lebens und über die Gesetze nach denen es im menschlichen Organismus sich offenbart et d'un recueil de poèmes lyriques, Lyrische Gedichte, publié à Paris en 1815.
Un an après la mort d'Hoffmann, il s'installe à Paris, où il devient une autorité reconnue sur le magnétisme animal dans le monde littéraire français. Parmi ses relations, on compte Victor Hugo, Alexandre Dumas, Alfred de Musset, Prosper Mérimée, François-René de Chateaubriand, Honoré de Balzac, Stendhal, Benjamin Constant et Heinrich Heine.

## Biographie
Issu d'une famille juive de la classe supérieur, il est le fils de Joachim Salomon Koreff (1732–1805), médecin à Breslau et connaissance de Franz-Anton Mesmer, dont les idées sur le magnétisme animal l'ont grandement influencé. Entré en 1802 à l'université de Halle, il y subit l'influence de la « philosophie naturelle » de Schelling. En 1803, il part achever ses études cliniques à Berlin. Là, il se lie à la Ligue de l'Étoile du nord (Nordsternbund), cercle romantique créé par Adelbert von Chamisso et Karl August Varnhagen von Ense. Il fréquente les salons littéraires de Berlin et rejoint les Frères Sérapion, cercle littéraire des amis d'Ernst Theodor Amadeus Hoffmann. Il aurait inspiré Vincent, personnage de causeur spirituel et mystique, dans Les Frères de Saint-Sérapion.
Après ses études, il s'installe à Paris, où il commence à travailler, essentiellement parmi la colonie allemande. Dans le même temps, il mène plusieurs projets littéraires, notamment ses Poèmes lyriques (1815) et le livret de l'opéra Aucassin et Nicolette, une adaptation du chantefable du XIIIe siècle, créé à Berlin en 1822. Il a également traduit des élégies de Tibulle et des poèmes de Sulpicia en allemand.
Lors du Congrès de Vienne, il est introduit par Wilhelm von Humboldt, dont le l'épouse Caroline est la patiente, auprès du chancelier prussien Karl August von Hardenberg, dont il réussit à gagner la confiance. Hardenberg lui donne d'abord un poste de professeur à l'université de Berlin. Ses adversaires lui ayant fait remarquer qu'un Juif ne pouvait prétendre à de telles fonctions, Koreff se fait baptiser dans l'Église luthérienne. Il devient également le médecin personnel et le confident d'Hardenberg.
Quand Hardenberg tombe gravement malade en 1817, Koreff parvient à le guérir, ce qui affermit définitivement sa position. Il reçoit un rapport sur les questions artistiques et scientifiques dans les bureaux de la Chancellerie, en particulier le développement de l'Université Humboldt de Berlin et la fondation de l'Université de Bonn en 1818. Par ailleurs, il réussit à faire nommer professeurs August Wilhelm Schlegel et Ernst Moritz Arndt. Au sommet de sa carrière et au cœur de la bonne société de Berlin et de l'Allemagne littéraire, il obtient des pensions pour Ludwig Tieck et Jean Paul, fait venir Gaspare Spontini à Berlin et échange avec Alexander von Humboldt et Hegel. En 1818, il devient membre de l'Académie des sciences d'Erfurt.
En 1822, il perd la confiance d'Hardenberg. En son absence, il a envoyé à Paris une lettre de Johann Friedrich Benzenberg à Benjamin Constant, sous son nom et celui de Constant avec le titre provocateur : « Du triomphe inévitable et prochain des principes constitutionnels en Prusse ». Cette brochure déplaît au tsar Alexandre, à l'empereur François-Joseph, d'accord avec Metternich et même Gentz, et il a été suggéré qu'elle avait été publié à l'instigation d'Hardenberg, présenté comme un champion du gouvernement parlementaire. Cette affaire a gravement mis à mal la position d'Hardenberg et mis fin à la carrière de Koreff.
Koreff quitte Berlin pour Paris en 1822. Dans la capitale française, il se lie alors d'amitié avec le peintre Eugène Delacroix, le philosophe Victor Cousin, le musicien Giacomo Meyerbeer et des écrivains comme Stendhal, Prosper Mérimée, Alfred de Musset, Victor Hugo et Heinrich Heine, dont il est le médecin. Il est également celui de Marie Duplessis, qui a inspiré La Dame aux camélias à Alexandre Dumas fils et La traviata à Giuseppe Verdi. Il apparaît aux Français comme un Allemand excentrique, « hoffmannien ».
En 1838, un scandale, concernant des allégations de frais excessifs (traitement de Lady Lincoln, voir bibliographie), lui fait perdre sa position dans le monde, et il ne traite plus, dans les dernières années de son existence, que des patients de la classe moyenne parisienne, le magnétisme animal étant alors passé de mode. Il meurt sans le sou.
Il a joué un rôle important d'intermédiaire entre les mondes littéraires allemand et français, encourageant l'édition en français des œuvres d'Hoffmann.

## Œuvres
- Albii Tibulli carmina libri tres (traduction), Paris 1810
- Der Sulpicia Elegien und einige elegische Fragmente anderer (traduction), Paris 1810
- Réflexions sur la nouvelle machine à plonger, appelée Triton, inventée par M. Frédéric Drieberg, Paris, 1811
- Don Tacagno, Komisches Singspiel in 2 Akten, musique de Johann Friedrich de Drieberg, 1812
- 'Der Einzug des Kaisers, Vienne, 1814
- Lyrische Gedichte, Paris, 1815
- Weihgesang zum Geburtsfeste Seiner Majestät des Königs von Preussen am dritten August 1815, Paris, 1815
- De regionibus Italiae aëre pernicioso contaminatis, Berlin, 1817 ; Ueber die bösen Luft-Regionen Italiens, Berlin, 1821.
- Deutsches Wort aus Preussen an die Rheinländer. Als Antwort auf die Schrift: Übergabe der Adresse der Stadt Coblenz und der Landschaft an Sr. Majestät den König in öffentl. Audienz bei Sr. Durchl. dem Fürsten Staats-Kanzler am 12. Januar 1818, 1818
- Ueber die Erscheinungen des Lebens und über die Gesetze nach denen es im menschlichen Organismus sich offenbart. Eine Skitze als Einleitung zu den Vorlesungen über die Physiologie des Menschen, Berlin, 1820.
- Du triomphe inévitable et prochain des principes constitutionnels en Prusse, avec Benjamin Constant, Paris, 1821.
- Aucassin und Nicolette, oder Die Liebe aus der guten alten Zeit, opéra en 4 actes, livret de Koreff, musique de Georg Schneider Abraham, Berlin, 1822.